# Wereszczaki (obwód czerksaski)
Wereszczaki (ukr. ) – wieś na Ukrainie, w obwodzie czerkaskim, w rejonie zwinogródzkim. 

## Historia
Cerkiew zbudowano w 1775 roku. Dawniej własność Konstantego Branickiego. W czasach Hołodomoru we wsi w latach 1932-1933 zmarło z głodu 750 osób.

## Inne
- Wereszczaki (Ukraina)